# إيك ديفيس
إيك ديفيس (بالإنجليزية: Ike Davis)‏ هو لاعب كرة قاعدة أمريكي، ولد في 22 مارس 1987 في إدينا في الولايات المتحدة.

## وصلات خارجية
- إيك ديفيس على موقع دوري كرة القاعدة الرئيسي (الإنجليزية)
- إيك ديفيس على موقعبيزبول رفرنس.كوم (الدوري الرئيسي) (الإنجليزية)
- إيك ديفيس على موقعبيزبول رفرنس.كوم (الدوري الثانوي) (الإنجليزية)
- إيك ديفيس على موقع إي إس بي إن.كوم (أم.أل.بي) (الإنجليزية)
- إيك ديفيس على موقع مشجعي الرسوم البيانية (الإنجليزية)